# Salvatore D'Elia
Salvatore D'Elia (Pietracatella, 1928 – Napoli, 15 giugno 2002) è stato un latinista e storico italiano, docente all'Università di Napoli.

## Biografia

### Origini familiari e studi
Nato a Pietracatella, piccolo paese del Molise, da una famiglia di emigranti (suo padre Errico, nato a Newark, era segretario comunale), fece i suoi studi superiori presso il collegio dei Gesuiti a Vico Equense (NA) e successivamente al liceo di  Campobasso. A quel periodo risale il suo primo scritto pubblicato: è un breve articolo intitolato Cristo si è fermato a Pietracatella sulla situazione sociale del suo paese (il Cristo si è fermato a Eboli di Carlo Levi era uscito nel 1945). All'Università di Napoli fu allievo di Francesco Arnaldi, che lo avviò ad una carriera accademica.

### I primi anni a Roma
Dopo la laurea vinse una borsa di studio che lo portò all'università di Roma, dove rimase per un paio d'anni. In quel periodo frequentò la casa di Gaetano De Sanctis, che ammirava molto per il suo coraggio di rifiutare il giuramento di fedeltà al regime fascista. De Sanctis all'epoca era ormai praticamente cieco, e veniva aiutato da giovani universitari nelle letture.

### La cattedra di lingua e letteratura latina a Napoli
Dopo qualche anno vinse il concorso per la libera docenza che lo riportò a Napoli alla
scuola di Francesco Arnaldi; in seguito diventò professore ordinario e occupò fino all'anno accademico 2000-01 la cattedra di lingua e letteratura latina dell'Università "Federico II", dove ebbe come colleghi tra gli altri Marcello Gigante, Liliana Monti-Sabia, Armando Salvatore, Giovanni Polara, Antonio Garzya, Salvatore Monti.

## La prospettiva storica
Storico prestato alla letteratura, Salvatore D'Elia è sempre stato molto attento a cogliere l'influenza della cultura latina nella civiltà occidentale, con una particolare attenzione ai fenomeni storici e di lunga portata. Grande estimatore della funzione civilizzatrice del dominio di Roma nel mondo classico, vi leggeva gli aspetti migliori nella capacità di assorbire e integrare diversi popoli, lingue, culture e religioni creando dal "meticciato" qualcosa di assolutamente nuovo ed innovativo. Il suo campo di interesse primario era la tarda latinità, sia pagana che cristiana, proprio per il suo carattere di fervido contatto fra culture, religiosità ed etnie.
Riteneva ingiustificato da un punto di vista storico e scientifico lo studio del mondo romano secondo la tradizionale prospettiva “nazionale”, proprio perché "una delle sue caratteristiche più rilevanti è la progressiva aggregazione dei popoli vinti, prima in Italia e poi in tutta l'area mediterranea, in una unità politica, economica e culturale multietnica", in cui successivamente l'assorbimento di una religione nata in un popolo emarginato alla periferia dell'impero  genera una profonda metamorfosi culturale che porterà in pochi secoli alla fine del mondo antico.
Questo modo innovativo di interpretare la civiltà di Roma antica appare oggi particolarmente moderno e utilizzabile come chiave di lettura anche per interpretare i complessi rapporti tra il mondo mediterraneo e quello europeo all'inizio del ventunesimo secolo.

## Pubblicazioni
Tra le principali pubblicazioni si ricordano:
- Ovidio, 1959
- Il Basso Impero nella cultura moderna dal Quattrocento ad oggi, Liguori, Napoli 1967
- Roma antica e le strutture della civiltà europea, 1971
- Cultura e società nella Roma antica, 1974
- La civiltà letteraria di Roma antica, 1976
- Letteratura latina cristiana, Jouvence, Roma 1982
- Dall'Impero italico all'Impero mediterraneo: scrittori dell'età imperiale, Loffredo editore, Napoli 1984
- Una monarchia illuminata. La cultura nell'età degli Antonini, 1995
- Metamorfosi e fine del mondo antico, 1999